# Фазовий перехід другого роду
Фазови́й перехі́д дру́гого ро́ду за класифікацією Еренфеста — фазовий перехід, при якому значення похідних від термодинамічних потенціалів змінюються неперервно, а значення їхніх других похідних — стрибком.
До фазових переходів другого роду належать, наприклад, перехід між феромагнітним і парамагнітним станом, сегнетоелектриком і діелектриком тощо.

## Пониження симетрії
Фазові переходи другого роду дуже часто супроводжуються пониженням симетрії у низькотемпературній фазі. Так, високотемпературний парамагнітний стан ізотропний, тобто має найвищу можливу симетрію. Низькотемпературний феромагнітний стан характеризується виділеним напрямом, що збігається із напрямом магнітного моменту.
Аналогічно при переході від високотемпературного стану в низькотемпературний у сегнетоелектриках змінюється симетрія кристалічної ґратки.

## Поведінка параметра порядку в рамках теорії Ландау
Фазовий перехід другого роду зазвичай можна описати феноменологічним параметром порядку. У високотемпературному стані параметр порядку дорівнює нулю. При пониженні температури від точки фазового переходу параметр порядку починає неперервно зростати. Залежність вільної енергії від параметру порядку можна виразити формулою
{\displaystyle F=F_{0}+{\frac {1}{4}}\alpha \xi ^{2}+{\frac {1}{4}}\beta \xi ^{4}+\ldots },
де {\displaystyle \xi } — параметр порядку, {\displaystyle \alpha } і {\displaystyle \beta >0} — певні коефіцієнти.
При температурі фазового переходу {\displaystyle T_{C}} параметр {\displaystyle \alpha } повинен дорівнювати нулю. Його можна розкласти в ряд за степенями відхилення температури від температури фазового переходу
{\displaystyle \alpha =\alpha ^{\prime }(T-T_{C})}
У такому випадку точка {\displaystyle \xi =0} при підкритичних температурах стає точкою максимуму вільної енергії, а при надкритичних температурах — точкою мінімуму вільної енергії. При підкритичних температурах максимум при нульовому значенні параметра порядку оточений двома мінімумами при значеннях параметра порядку
{\displaystyle \xi _{m}=\pm {\sqrt {\frac {\alpha }{\beta }}}=\pm {\sqrt {{\frac {\alpha ^{\prime }}{\beta }}(T_{C}-T)}}}.
Стан системи випадковим чином скочується в один із двох мінімумів вільної енергії — відбувається спонтанне зниження симетрії. Мінімуми тим далі відходять від точки {\displaystyle \xi =0}, чим нижча температура.